# Diana Bianchedi

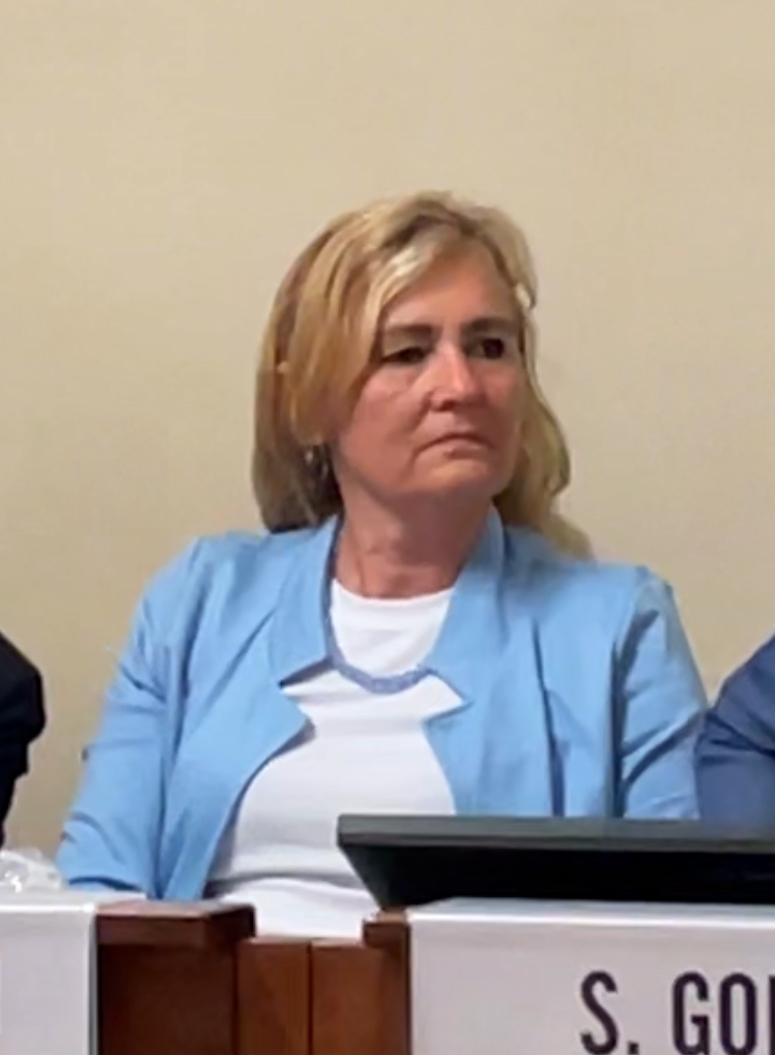
Diana Bianchedi, 2024

Diana Bianchedi (* 4. November 1969 in Mailand) ist eine ehemalige italienische Florett-Fechterin. Sie gewann zwei Goldmedaillen bei Olympischen Spielen.

## Karriere
Diana Bianchedi nahm an den Olympischen Sommerspielen 1992 in Barcelona teil. Mit der Florett-Mannschaft gewann sie dort die Goldmedaille. Bei den nächsten Spielen 1996 in Atlanta trat Bianchedi im Einzel an und belegte den neunten Platz. In Sydney bei den Olympischen Sommerspielen 2000 konnte sie sich im Einzel um drei Plätze auf Rang sechs verbessern. Mit der Florett-Mannschaft konnte sie an den Erfolg von vor acht Jahren anknüpfen und gewann zum zweiten Mal die Goldmedaille.
Bei den Fechtweltmeisterschaften 1991, 1995, 1997, 1998 und 2001 gewann Diana Bianchedi die Goldmedaille mit der Mannschaft. 1994 wurde sie Vizeweltmeisterschaft mit der Mannschaft, 1993 und 1989 gewann sie mit ihr Bronze. Im Einzel wurde Bianchedi 1995 und 1997 Dritte der Weltmeisterschaften.
Im Jahr 2000 wurde ihr der Verdienstorden der Italienischen Republik (Commendatore) verliehen. 